# Hollenbeck (Harsefeld)
Hollenbeck (plattdeutsch Hollenbeek) ist ein Ortsteil der Gemeinde Harsefeld im Landkreis Stade (Niedersachsen) mit etwa 650 Einwohnern.  Zu Hollenbeck gehört auch der Weiler Klein Hollenbeck, der an der Aue liegt.

## Geographie

### Nachbarorte
|           | Bargstedt                                   | Harsefeld   |
| Kakerbeck | Kompassrose, die auf Nachbargemeinden zeigt | Griemshorst |
|           | Ahlerstedt                                  | Ahrensmoor  |

## Geschichte

### Vor- und Frühgeschichte
Eine urgeschichtliche Besiedlung ist durch den Rillenstein von Hollenbeck belegbar. Nördlich und nordwestlich des Ortes liegen zudem mehrere Hügelgräber aus der Stein- und Bronzezeit.

### Mittelalter
Erstmals urkundlich erwähnt wurde Hollenbeck in einer Urkunde von 1346. 1536 gab es hier 13 Höfe. Benannt ist der Ort vermutlich nach dem Bach Hollenbeeke, der das Dorf durchfließt und in die Aue mündet. Während des Dreißigjährigen Kriegs verarmte das Dorf und kam bis 1718 unter schwedische Herrschaft.

### Neuzeit
Nach 1718 war Hollenbeck unter hannoverscher Regierung gestellt. 1790 mussten die Hollenbecker Bauern den Braken, 6300 Morgen Wald, ohne Gegenleistung an den Staat abtreten.  Nach häufig wechselnder Regierung kam Hollenbeck 1866 zu Preußen.

### 20. Jahrhundert
Bei insgesamt drei Großbränden um 1900 wurden fast alle alten Hallenhäuser vernichtet. 1937 entstanden zwischen Hollenbeck und Bargstedt ein Sportplatz und eine Badeanstalt.
1936 entstand nahe Hollenbeck im Auetal ein Maidenlager des Reichsarbeitsdienstes. Es wurde am 17. April 1945 von den britischen Truppen geräumt. Das Gelände wurde in der Nachkriegszeit parzelliert, bebaut und trägt heute den Namen Klein Hollenbeck.
In den 1960er Jahren entstanden zwei Neubausiedlungen im Ort.
Die Dorfschule stellte 1975 ihren Betrieb ein; die Kinder werden seitdem in Harsefeld unterrichtet. In der alten Dorfschule befinden sich jetzt ein Kindergarten und das Dorfgemeinschaftshaus, das 2017 in Wilhelm-Nack-Haus umbenannt wurde. Wilhelm Nack war im 20. Jahrhundert Lehrer an der Schule.

### 21. Jahrhundert
Im Sommer 2015 wurden im Rahmen des Dorffestes der neue Dorfplatz eingeweiht und der darauf verbrachte Rillenstein enthüllt. Auch das neue Ortswappen wurde im Rahmen der Festes vorgestellt.

### Regionale Zugehörigkeit
Vor 1885 gehörte Hollenbeck zur Börde Bargstedt im Amt Harsefeld, nach 1885 zum Kreis Stade und seit 1932 gehört der Ort zum heutigen Landkreis Stade.
Im Zuge der Gemeindereform wurde Hollenbeck zum 1. Juli 1972 nach Harsefeld eingemeindet.

### Religion
Hollenbeck ist evangelisch-lutherisch geprägt und gehört zum Kirchspiel der Kirche St. Primus in Bargstedt.

## Kultur

### Sehenswürdigkeiten

#### Baudenkmale
In der Liste der Baudenkmale in Harsefeld sind für Hollenbeck drei Baudenkmale eingetragen:
- Oberdorf 16: Wohn-/Wirtschaftsgebäude
- Unterdorf 6: Wohn-/Wirtschaftsgebäude
- Buttermoor 1: Wohn-/Wirtschaftsgebäude

#### Weiteres
- Rillenstein von Hollenbeck auf dem Dorfplatz
- Glockenstuhl nahe dem Friedhof
- Chlodwig-Poth-Platz

### Öffentliche Orte
- Dorfplatz
- Sportplatz

### Vereine
- Freiwillige Feuerwehr (gegr. 1935): Bevor im Jahr 1965 ein Feuerwehrfahrzeug angeschafft wurde, stand nur ein Tragkraftspritzenanhänger zur Verfügung. Im Jahr 1983 wurde das neue Feuerwehrhaus bezogen. Das im Mai 2017 neu beschaffte Kleinlöschfahrzeug (KLF) ist ein Iveco Daily 72C17 4x2.[4]
- Theatergruppe „De Patzköpp“
- Heimatverein

## Wirtschaft und Infrastruktur

### Wirtschaft
Vor Ort existieren sechs landwirtschaftliche Vollerwerbsbetriebe, um 1960 waren es noch 35. Zudem gibt es handwerkliche Betriebe.

### Verkehr

#### Straße
Hollenbeck liegt an der L 124, die im Nordosten nach Harsefeld und im Südwesten nach Ahlerstedt führt. Die K 77 führt nach Bargstedt. Kleinere Straßen führen nach Griemshorst, Kakerbeck und Ahrensmoor.

#### Schiene
Der nächste Bahnhof ist der Bahnhof Harsefeld an den Bahnstrecken Bremerhaven-Wulsdorf–Buchholz und Buxtehude–Harsefeld.

### Schulen
Vor Ort gibt es keine Schule mehr, aber einen Kindergarten, der im ehemaligen Schulgebäude untergebracht ist. Die Hollenbecker Kinder besuchen die Grund- und weiterführende Schule in Harsefeld.

## Kuriosa
Bekanntheit erlangte Hollenbeck durch den Hollenbecker Straßenraub im Jahre 2015: Ein Hollenbecker Einwohner wehrte sich dagegen, dass die Gemeinde ohne seine Erlaubnis eine Straße saniert, die teilweise seiner Frau gehörte. Für diesen Straßenabschnitt lag der Gemeinde keine Widmung vor. Der Anwohner blockierte die Bauarbeiten, indem er sich mit einem Stuhl mitten auf die Baustelle setzte. Nach einem Gerichtsprozess, den er gewann, konnte er es erwirken, dass ein Teil der Straße als Zeichen gegen Willkür von Behörden nach dem Karikaturisten Chlodwig Poth umbenannt wird. Das Geschehen wurde von Extra 3 dokumentiert.

## Persönlichkeiten
- Willi Wegewitz (1898–1996); deutscher Archäologe, geboren und aufgewachsen im Forsthaus Hollenbeck.
- Jürgen Fitschen (* 1948); deutscher Bankmanager